# Howard Gordon

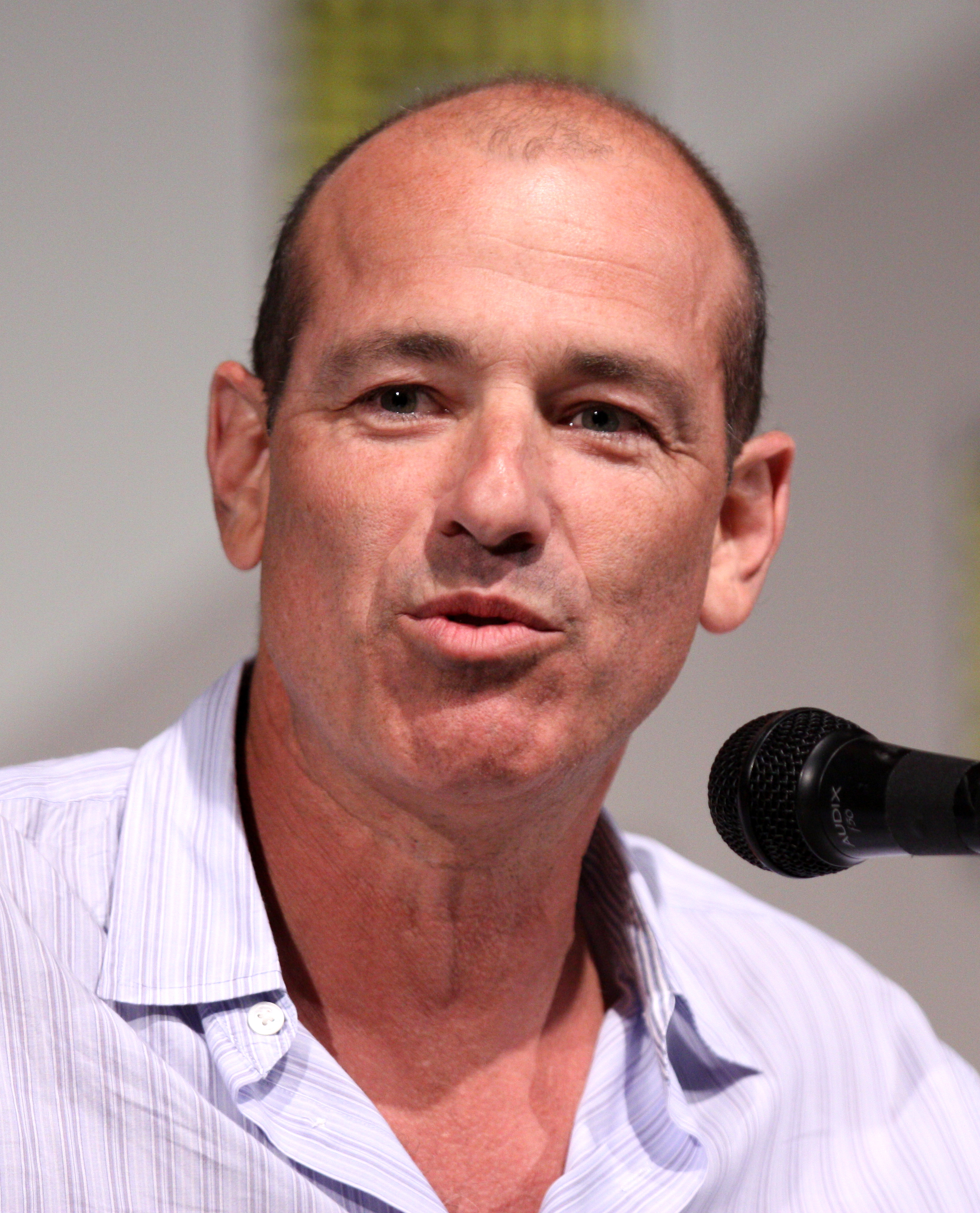
Howard Gordon, 2011

Howard Gordon (* 31. März 1961 in New York City) ist ein US-amerikanischer Drehbuch- und Romanautor und Produzent von Fernsehserien. Bekannt ist er vor allem für seine Arbeit an den US-Serien 24 und Homeland, die er inhaltlich maßgeblich mitgeprägt hat.

## Leben und Laufbahn
Gordon wurde als Sohn jüdischer Eltern am 31. März 1961 im New Yorker Stadtteil Queens geboren. 1984 schloss er an der Princeton University ab.
Zu Beginn seiner beruflichen Hollywood-Laufbahn ab Mitte der 1980er Jahre arbeitete er als Drehbuchautor für Fernsehserien wie etwa Die Schöne und das Biest und Spenser. Für die 1993 gestartete Mysteryserie Akte X – Die unheimlichen Fälle des FBI arbeitete er während der ersten vier Staffeln, anfangs gemeinsam mit dem befreundeten Alex Gansa, als Drehbuchautor und als Produzent. Als letzterer wurde er mehrfach für Emmys mitnominiert. Als Produzent war er anschließend für die Fernsehserien Buffy – Im Bann der Dämonen, Angel – Jäger der Finsternis und Geheimprojekt X: Dem Bösen auf der Spur tätig.
Ab 2001 arbeitete er als Drehbuchautor und als Executive Producer für die vielfach preisgekrönte, langlebige und erfolgreiche Echtzeit-Fernsehserie 24. 2006, zum Beginn der fünften Staffel, übernahm er vom 24-Erschaffer Joel Surnow die Funktion des Showrunners, die er bis zum vorläufigen Ende der Serie 2010 innehatte. Für die fünfte Staffel wurde er zusammen mit Stabsmitgliedern mit dem Primetime Emmy Award für die beste Dramaserie prämiert.
Nach der achten 24-Staffel war er als Produzent und Drehbuchautor mitbeteiligt an der Erschaffung der kurzlebigen US-Fernsehserie Awake (2012). In diesen Funktionen sowie wiederum als Erschaffer und Showrunner ist er für die ebenfalls mehrfach preisgekrönte Serie Homeland (seit 2010) und die 24-Fortsetzung 24: Live Another Day (2014) tätig. Auch an der Serie 24: Legacy (2017) war er in verschiedenen Funktionen beteiligt.
Sein Romandebüt gab er mit dem 2011 erschienenen Thriller Gideon’s War (dt. Peacemaker). Darin geht es um den US-Friedensvermittler Gideon Davis. 2012 erschien mit Hard Target (dt.: Payday) eine Fortsetzung.
Er hat drei Kinder.

## Romane
- Gideon’s War, Touchstone 2011, ISBN 978-1439175811 – deutsche Ausgabe: Peacemaker, Goldmann Verlag 2013, ISBN 978-3442477333.
- Hard Target, Pocket Books 2012, ISBN 978-1439175989 – deutsche Ausgabe: Payday, Goldmann Verlag 2014, ISBN 978-3442481262.